# 楊純 (成化進士)
楊純（1437年1月9日—？年），字彥誠，四川大竹縣（今四川鄰水縣）人，明朝政治人物，成化壬辰進士。

## 生平
成化十七年（1481年）巡按貴州，為政勤敏，斷決如流。巡按期滿，百姓爭相請留，得到朝廷准許，楊純於是復任。成化二十三年（1487年），升任陝西副使，去職之日，人民遮道攀轅。楊純在貴州時，百姓對其作歌稱頌：「鄰水楊，但願年年巡貴陽，貪污畏法，軍民安康。」

## 家族
曾祖麒，縣丞。祖思聦。父輔，母羅氏。永感下，兄文綱、文紀，弟文學，娶湯氏，封孺人，妾劉氏。
子楊萬鈞，義官；楊千鈞，義官；楊百鈞。義官；楊十鈞；幼子楊一鈞為弘治十五年壬戌科進士

## 紀念
鄰水城內東街原有為其所立之進士坊，並崇祀鄉賢祠。